# Städtisches Volkshaus (Bachmut)

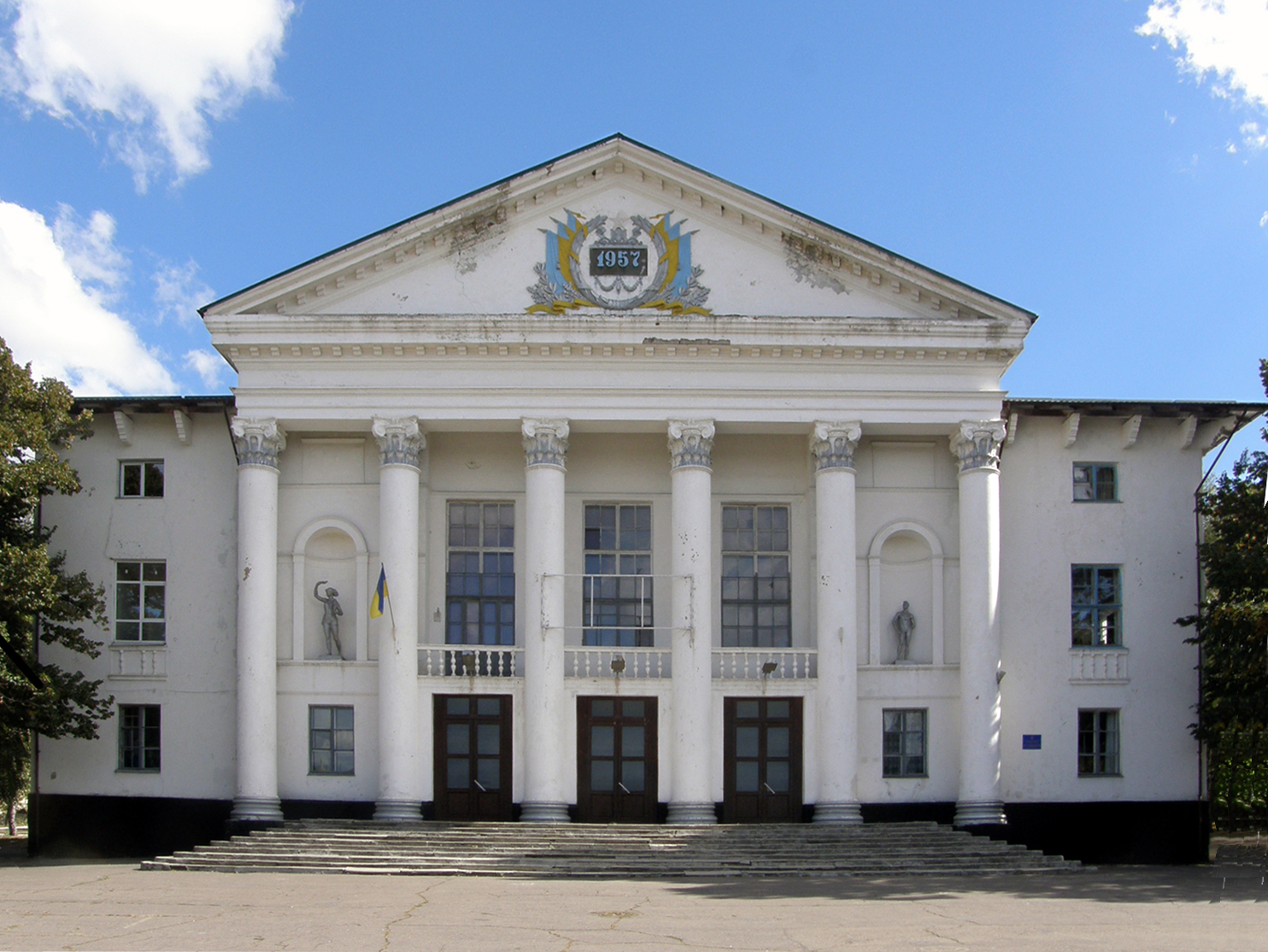
Städtisches Volkshaus (2016)

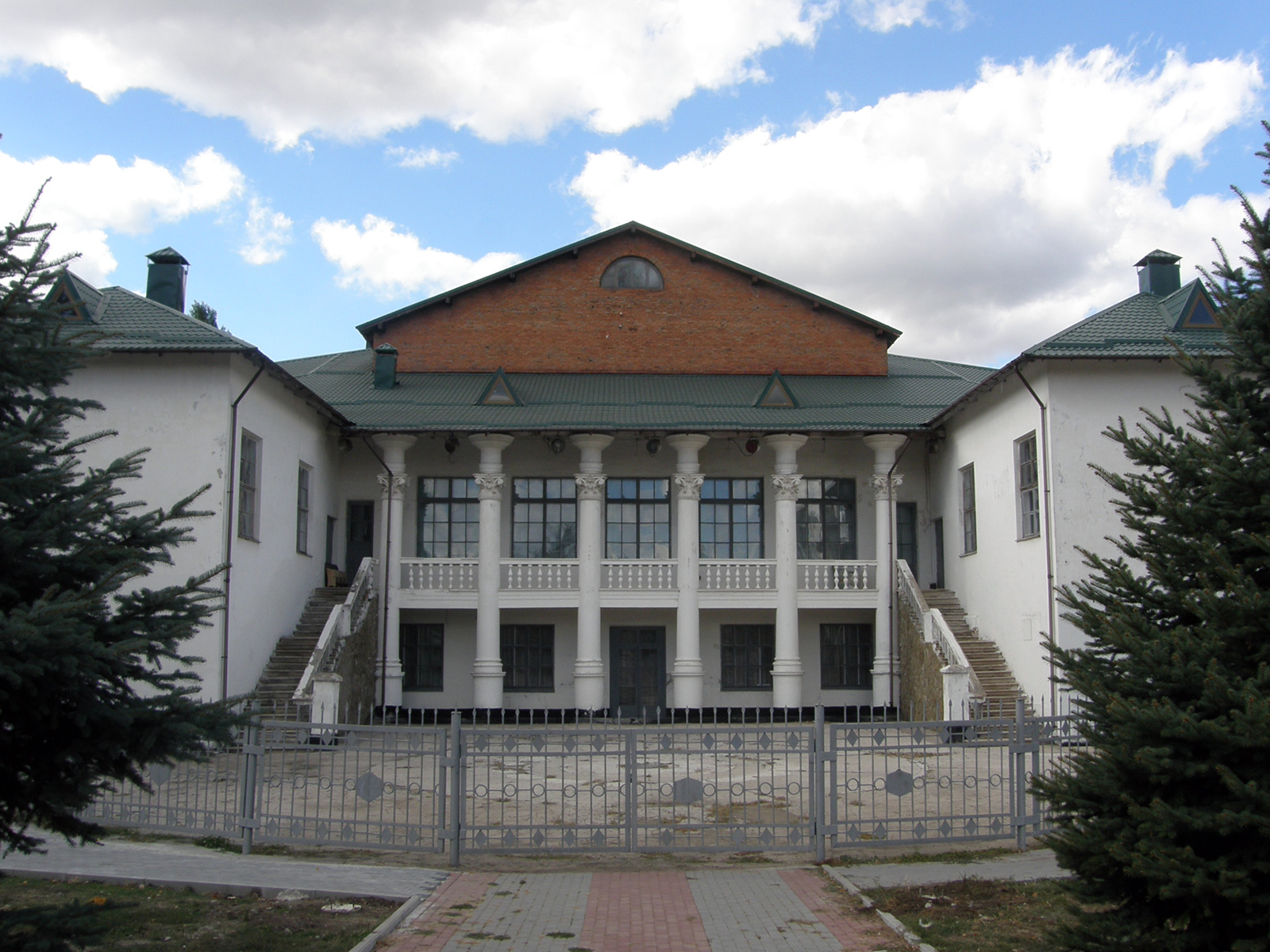
Hofseite (2016)

Das Städtische Volkshaus (ukrainisch Бахмутський міський народний дім / Bachmutskyj miskyj narodnyj dim, russisch Артёмовский городской народный Дом / Artjomowski gorodskoi narodny dom) war eine Kultureinrichtung im Norden der ukrainischen Stadt Bachmut. Das Gebäude wurde in den späten 1950er Jahren erbaut und im April 2023 während des russischen Angriffskriegs gegen die Ukraine völlig zerstört.

## Geschichte
In den späten 1950er Jahren entstand an der Kreuzung der Siegesstraße (ukrainisch Перемоги вулиця / 'Peremohy wulyzja) mit dem Metallurgen-Boulevard (ukrainisch Металургів бульвар / Metalurhiw bulwar) ein Kulturhaus, das sein Vorbild in einem erstmals 1948 in Moskau nach Plänen des Architekten Konstantin Bartoschewitsch (russisch Константин Константинович Бартошевич) errichteten Gebäude hatte. Es ist ein Typenbau nach einem Entwurf mit der Nummer 2-06-04 aus dem Jahr 1947. Er wurde in etlichen russischen und ukrainischen Städten, darunter Donezk oder Mykolajiwka, Abasa oder Zimljansk, umgesetzt. Daher stand es auch nicht unter Denkmalschutz. Finanziert wurde der Bau durch Koljormet (ukrainisch Кольормет), ein Unternehmen der Buntmetall-Industrie.
Am 1. Juni 1998 ging das Volkshaus in die Hände der Stadt über, die es als kommunale Kultureinrichtung weiterbetrieb. 2009 eröffnete ein Volkshandwerksmuseum im Gebäude, das sich besonders der Pysanka-Gestaltung von Ostereiern widmete, aber auch andere Bereiche wie Stickerei oder Töpferei darstellte. Um Folklore und Volkshandwerk zu fördern, fanden thematische Festivals und Messen im Gebäude statt. Es beherbergte Räumlichkeiten für verschiedene Vereine, darunter Volkstanzgruppen, ein Vokalensemble, ein Veteranenchor oder eine Volksliedgruppe sowie ein Theaterstudio, ein Tanzstudio und ein Atelier für bildende Kunst für Kinder. Zudem gab es eine Bibliothek, einen Saal mit 320 Sitzen, Büros und Sportanlagen. Im Jahr 2013 wurde das Dach saniert, eine größere Sanierung des Volkshauses begann im Jahr 2019. Dabei wurde unter anderem die Fassade erneuert, das Treppenhaus neu ausgestattet und das Umfeld neu gestaltet. Hier entstand eine Fotozone mit dem Stadtnamen; eine Kutsche, eine Mühle und Türme wurden aufgestellt. Zudem wurden mehrere Klubhäuser der umliegenden Dörfer als Filialen des Volkshauses ausgewiesen. Für die Jahre 2022 und 2023 war eine Fortführung der Sanierung geplant. Zeitweise waren hier 4000 Einwohner in den verschiedenen Gruppen aktiv.

### Zerstörung
Mit Kriegsausbruch im Februar 2022 wurde das Volkshaus zum Zentrum für die humanitäre Hilfe, wo unter anderem Lebensmittel an die verbleibenden Bewohner ausgegeben wurden. Nach der Einnahme der ukrainischen Großstädte Lyssytschansk und Sjewjerodonezk östlich von Bachmut durch die russischen und prorussischen Angreifer im Sommer 2022 verblieb die Front über Monate hinweg bei Soledar und Bachmut, das in einem monatelangen Häuserkampf schrittweise erobert wurde, nachdem Soledar gefallen war. Teile der Osterei-Sammlung konnten im September 2022 trotz des Beschusses nach Kiew gerettet werden. Zudem waren vorher mehrere bereits unter Beschuss geratene Einrichtungen des Umlandes in das Volkshaus evakuiert worden, die sich dann wegen der Belagerung weiter nach Westen retten mussten, was jedoch nur teilweise gelang. Nachdem die Angreifer in der Schlacht um Bachmut das Stadtgebiet östlich der Bachmutka eingenommen hatten, wurden einzelne Gebäude am Westufer durch die ukrainischen Verteidiger vermint. Das Volkshaus war durch einen Angriff vom 4. April 2023 ausgebrannt und als Ruine perfekt als Sprengfalle geeignet. Nachdem es den Angreifern gelungen war, weiter nach Westen vorzustoßen und die Eisenbahnlinie in der Nähe des Volkshauses zu erobern, waren die Verteidiger gezwungen, sich weiter nach Westen zurückzuziehen. In diesem Zusammenhang wurde das Volkshaus am 17. April 2023 von ukrainischen Soldaten der Luftlandetruppen gesprengt. Ob das geschah, um den Besatzern einen Schutzraum zu nehmen, oder ob es tatsächlich als Sprengfalle gegen die Angreifer genutzt wurde, ist unklar.

## Baubeschreibung
Obwohl der Typ 2-06-04 ein Standardentwurf Bartoschewitschs ist, wurden die Gebäude an den jeweiligen Orten meist individuell ausgestaltet. So haben nicht alle Bauten an ihrer Hauptfassade Figurennischen und ebenfalls nicht alle ein Relief im Dreiecksgiebel. In Bachmut entschied man sich dafür, das Baujahr 1957 im Giebel zu verewigen, und in den Figurennischen stellte man eine weibliche und eine männliche Plastik auf. Auch die Kapitelle der Säulen und der Fries unterscheiden sich von Ort zu Ort. Ebenso weicht die geplante Kapazität von 300 Plätzen im Hauptsaal in einigen Fällen ab und betrug in Bachmut 320. Erbaut wurde ein im Wesentlichen schlichtes Gebäude, das von seinem prachtvollen Portikus dominiert wurde. Stilistisch gehörte es somit zu den Bauten des Sozialistischen Klassizismus.